# الشيخ جبيل
قرية الشيخ جبيل هي إحدى القرى التابعة لمركز أبوحماد في محافظة الشرقية في جمهورية مصر العربية. حسب إحصاءات سنة 2006، بلغ إجمالي السكان في الشيخ جبيل 4551 نسمة، منهم 2301 رجل و2250 امرأة.